# Walki o Szczekociny
Walki o Szczekociny – starcie zbrojne mające miejsce w dniach 15–16 stycznia 1945 roku między oddziałami Armii Czerwonej a wojskami niemieckimi, skutkujące zdobyciem Szczekocin i zakończeniem władzy reżimu III Rzeszy na terenie miasta.

## Przebieg działań bojowych
Ofensywa styczniowa Armii Czerwonej, która ruszyła 12 stycznia 1945 roku, spowodowała, że wojska Armii Czerwonej przełamały obronę niemiecką na całej linii frontu na przyczółku baranowsko-sandomierskim i 15 stycznia 1945 roku dotarły na przedpola Szczekocin, leżących nad rzeką Pilicą. Miasto zostało dobrze przygotowane do obrony. Reżim III Rzeszy do obrony postanowił wykorzystać 68 Dywizję Piechoty, 304 Dywizję Piechoty oraz batalion z 603 Dywizji do Zadań Specjalnych.
Dowództwo wojsk radzieckich zaplanowało użyć do zdobycia Szczekocin jednostek 5 Gwardyjskiej Armii dowodzonej przez gen. Aleksieja Żadowa i 31 Korpusu Pancernego dowodzonego przez gen. Grigorija Kuzniecowa.
Do pierwszych walk doszło o świcie 15 stycznia. Pomomo ataków prowadzonych do godzin popołudniowych obrona niemiecka nie została przełamana. Atakujące pododdziały z 33 Korpusu Piechoty i 21 Korpusu Pancernego zostały powstrzymane. Ostatecznie obronę niemiecką przełamali i zdobyli Szczekociny 16 stycznia 1945 roku żołnierze 9 Dywizji Powietrznodesantowej dowodzonej przez płka Jefima Gołuba. W walkach w mieście szczególnie wyróżnili się czerwonoarmiści z 28 Gwardyjskiego Pułku Piechoty dowodzonego przez ppłka Wasyla Łaziebnikowa.